# Pasites friesei
Pasites friesei är en biart som beskrevs av Cockerell 1910. Pasites friesei ingår i släktet Pasites och familjen långtungebin. Inga underarter finns listade i Catalogue of Life.